# Supergruppo dell'astrofillite
Il supergruppo dell'astrofillite è un supergruppo di minerali con la seguente formula generale: A2BC7D2T8O26(OH)4X0-1.

## Minerali del supergruppo dell'astrofillite
Il gruppo dell'astrofillite è composto dai seguenti minerali:
| Gruppo                   | Minerali                                                                                               |
| ------------------------ | --- |
| Gruppo dell'astrofillite | astrofillite · bulgakite · idroastrofillite · nalivkinite · niobofillite · tarbagataite · zircofillite |
| Gruppo della devitoite   | devitoite · heyerdahlite* · lobanovite · sveinbergeite                                                 |
| Gruppo della kupletskite | kupletskite · kupletskite-(Cs) · laverovite · niobokupletskite                                         |

- *Il minerale heyerdahlite è in attesa di assegnazione definitiva al gruppo della devitoite.